# Alfonso V av León
Alfonso V av León, född cirka 994, död 1028 Visio, kallad el Noble (”den Ädle”), var kung av León mellan 999 och 1028. Han var son till Bermudo II och Elvira García.
Vid fem års ålder efterträdde Alfonso V sin far under ledning av sin mor och greven Menendo González. González uppfostrade honom i Galicien och var hans ”kyrkoherde och fostrande lärare”. 1008 blev han myndig och ärvde ett instabilt kungarike. Hans mor upprätthöll goda relationer med Kastilien tills ett uppror och fiendskap med greve Sancho bröt harmonin och ledde till att drottningmodern drog sig tillbaka till Oviedo, där hon dog samma år. Alfonso stärkte Leóns styre och erövrade land i väster från Kastilien 1017 efter Sanchos död. Han försökte omorganisera administrationen och skapa en ny rättslig ram genom fuero de León, en uppsättning föreskrifter som dekreterades 1017 vid ett möte med den kungliga kurian.
Under sina tjugo år av regeringstid ägnade Alfonso sig åt att återuppbygga och omorganisera det kungarike som skadats av Almanzors och hans sons fälttåg och återuppbyggde staden León. Men hans död utlöste en ny period av turbulens, pådriven av grannriket Navarra.
Alfonso V dog av en pil 1028 och efterträddes av sin son Bermudo III, elva år gammal, under ledning av sin mor Urraca.